# The Shoppertainer
The Shoppertainer – Ngôi Sao Chốt Đơn 2024 là một chương trình truyền hình thực tế tìm kiếm các nhân tố livestream mới, có khả năng bán hàng chuyên nghiệp, đặt mục tiêu xây dựng nền tảng và nâng tầm việc kinh doanh online tại Việt Nam. Chương trình bắt đầu phát sóng vào ngày 26 tháng 4 năm 2024 trên kênh YouTube và VTVCab. Hương Giang làm dẫn chương trình, ban giám khảo gồm Dược sĩ Tiến, Lê Linh, Huỳnh Như, Hoàng Song Hà, Lê Dương Bảo Lâm, Diệp Lâm Anh, và mentor gồm Call Me Duy, Long Chun, Lucie - Tuấn Dương, Phạm Thoại.
Giải thưởng của mùa này cho quán quân gồm 1 năm sử dụng sản phẩm Thiên Ý Hoàn, 1 năm sử dụng sản phẩm KyungLab và tiền mặt trị giá 100.000.000 đồng, á quân 1 gồm tiền mặt trị giá 75.000.000 đồng và á quân 2 gồm tiền mặt trị giá 50.000.000 đồng.
Người chiến thắng trong cuộc thi là Đỗ Yên Đan, 27 tuổi, đến từ Đắk Lắk.

## Các thí sinh
| Thí sinh | Thí sinh                             | Tuổi | Nghề nghiệp                                                                          | Huấn luyện viên    | Bị loại ở | Hạng  |
| -------- | ------------------------------------ | ---- | ------------------------------------------------------------------------------------ | ------------------ | --------- | ----- |
|          | Bùi Trung Nghĩa                      | 1997 | Content creator                                                                      | Phạm Thoại         | Tập 2     | 24–23 |
|          | NuChuu (Nguyễn Văn Thanh Ngọc)       | 2001 | Food reviewer, travel blogger, content creator, kinh doanh                           | Lucie - Tuấn Dương | Tập 2     | 24–23 |
|          | Wanbo Vành Môi (Trần Huỳnh Phúc)     | 1996 | Content creator, KOC, đạo diễn, diễn viên, phó giám đốc Học viên Tập đoàn Mega Group | Call Me Duy        | Tập 3     | 22–21 |
|          | Hoàng Phi Hùng                       | 1998 | Barber, người mẫu, KOL                                                               | Phạm Thoại         | Tập 3     | 22–21 |
|          | Trần Huy Hoàng                       | 2003 | Content creator, influencer, KOC                                                     | Lucie - Tuấn Dương | Tập 4     | 20–19 |
|          | Nguyễn Dương Phúc                    | 1996 | Giáo viên, content creator                                                           | Phạm Thoại         | Tập 4     | 20–19 |
|          | Phạm Đan Chi                         | 1997 | KOC, MC, người mẫu                                                                   | Call Me Duy        | Tập 5     | 18–12 |
|          | Tikka Hoàng Hiền                     | 1996 | Content creator                                                                      | Call Me Duy        | Tập 5     | 18–12 |
|          | Song Vy (Trần Ánh Vy & Trần Nhật Vy) | 2003 | Ánh Vy: Sinh viên, KOL, livestream Nhật Vy: Sinh viên ngôn ngữ Anh, KOL, livestream  | Long Chun          | Tập 5     | 18–12 |
|          | Trần Mai Khanh                       | 1974 | Kinh doanh online, booking PR                                                        | Long Chun          | Tập 5     | 18–12 |
|          | Nguyễn Tất Vinh                      | 2004 | VJ, food reviewer, administrator                                                     | Long Chun          | Tập 5     | 18–12 |
|          | Hồ Lê Diệu Hoàng                     | 1998 | Content creator                                                                      | Lucie - Tuấn Dương | Tập 5     | 18–12 |
|          | Vũ Thu Phương                        | 1990 | Kinh doanh online                                                                    | Long Chun          | Tập 5     | 18–12 |
|          | Trương Lê Hồng Phúc                  | 1998 | Chuyên viên tư vấn chăm sóc da, livestream                                           | Call Me Duy        | Tập 6     | 11–7  |
|          | Kha Vũ                               | 2000 | Editor, content creator, người mẫu, diễn viên                                        | Call Me Duy        | Tập 6     | 11–7  |
|          | Nguyễn Hoàng Long                    | 1995 | KOL, diễn viên                                                                       | Lucie - Tuấn Dương | Tập 6     | 11–7  |
|          | Bùi Lê Mai Hương                     | 2000 | KOL, content creator                                                                 | Lucie - Tuấn Dương | Tập 6     | 11–7  |
|          | Trương Anh Quân                      | 1999 | KOL lĩnh vực ẩm thực                                                                 | Phạm Thoại         | Tập 6     | 11–7  |
|          | Lữ Nhật Hào                          | 2002 | Host livestream, MC                                                                  | Call Me Duy        | Tập 6     | 6–4   |
|          | Tiêu Thố (Nguyễn Thúy Hiền)          | 1999 | Content creator                                                                      | Long Chun          | Tập 6     | 6–4   |
|          | Trần Lê Ngọc Thiệp                   | 1998 | Nhân viên văn phòng, KOL                                                             | Lucie - Tuấn Dương | Tập 6     | 6–4   |
|          | Marko Nguyễn (Nguyễn Thượng Nhân)    | 2003 | Content creator                                                                      | Phạm Thoại         | Tập 6     | 3     |
|          | Kan Hy (Nguyễn Đức Huy)              | 1996 | KOL, diễn viên                                                                       | Long Chun          | Tập 6     | 2     |
|          | Đỗ Yên Đan                           | 1997 | Beauty blogger                                                                       | Phạm Thoại         | Tập 6     | 1     |

1. ↑  Trần Ánh Vy và Trần Nhật Vy là cặp song sinh, trong tập 1, giám khảo Hương Giang đề nghị nhập thành một thí sinh duy nhất.

## Các tập
| TT. tổng thể | TT. trong mùa phim | Tiêu đề     | Ngày phát hành gốc  |
| --- | ------------------ | ----------- | ------------------- |
| 1 | 1                  | TBA         | 26 tháng 4 năm 2024 |
| - Team Call Me Duy: Kha Vũ, Nhật Hào, Đan Chi, Tikka Hoàng Hiền, Wanbo Vành Môi, Hồng Phúc - Team Long Chun: Kan Hy, Tất Vinh, Song Vy, Tiêu Thố, Mai Khanh, Vũ Thu Phương - Team Lucie - Tuấn Dương: Mai Hương, Diệu Hoàng, Hoàng Long, NuChuu, Huy Hoàng, Ngọc Thiệp - Team Phạm Thoại: Bùi Trung Nghĩa, Yên Đan, Hoàng Phi Hùng, Dương Phúc, Marko Nguyễn, Anh Quân |                    |             |                     |
| 2 | 2                  | TBA         | 3 tháng 5 năm 2024  |
| - Đội chiến thắng thử thách: Team Call Me Duy - Top 4 nguy hiểm: Bùi Trung Nghĩa, Trương Anh Quân, Hồ Lê Diệu Hoàng và NuChuu - Loại: Bùi Trung Nghĩa, NuChuu - Giám khảo khách mời: Seo Hyun Jong |                    |             |                     |
| 3 | 3                  | TBA         | 10 tháng 5 năm 2024 |
| - Đội chiến thắng thử thách: Team Lucie - Tuấn Dương - Top 5 nguy hiểm: Lữ Nhật Hào, Wanbo Vành Môi, Hoàng Phi Hùng, Marko Nguyễn và Song Vy - Loại: Wanbo Vành Môi, Lữ Nhật Hào, Hoàng Phi Hùng - Giám khảo khách mời: Nguyễn Thảo |                    |             |                     |
| 4 | 4                  | TBA         | 17 tháng 5 năm 2024 |
| - Đội chiến thắng thử thách: Team Call Me Duy & Team Long Chun - Top 5 nguy hiểm: Trần Lê Ngọc Thiệp, Trần Huy Hoàng, Nguyễn Dương Phúc, Marko Nguyễn và Trương Anh Quân - Loại: Trần Huy Hoàng, Nguyễn Dương Phúc - Giám khảo khách mời: Vick Lại, Yến Nhi |                    |             |                     |
| 5 | 5                  | "Bán kết"   | 24 tháng 5 năm 2024 |
| - Đội chiến thắng thử thách: Team Lucie - Tuấn Dương & Team Phạm Thoại - Ba thí sinh được chọn bởi huấn luyện viên của đội chiến thắng: Trần Lê Ngọc Thiệp, Đỗ Yên Đan và Kha Vũ - Bảy thí sinh được chọn bởi giám khảo: Nguyễn Hoàng Long, Bùi Lê Mai Hương, Marko Nguyễn, Trương Anh Quân, Kan Hy, Tiêu Thố và Trương Lê Hồng Phúc - Loại: Tikka Hoàng Hiền, Phạm Đan Chi, Song Vy, Trần Mai Khanh, Nguyễn Tất Vinh, Vũ Thu Phương, Hồ Lê Diệu Hoàng - Giám khảo khách mời: Ngọc Nguyễn, Vick Lại |                    |             |                     |
| 6 | 6                  | "Chung kết" | 7 tháng 6 năm 2024  |
| - Huấn luyện viên và đội chiến thắng: Team Phạm Thoại - Quán quân: Đỗ Yên Đan - Á quân 1: Kan Hy - Á quân 2: Marko Nguyễn - Loại: Kha Vũ, Trương Lê Hồng Phúc, Nguyễn Hoàng Long, Bùi Lê Mai Hương, Trương Anh Quân, Lữ Nhật Hào, Tiêu Thố, Trần Lê Ngọc Thiệp - Thí sinh quay video teaser ấn tượng nhất: Trương Anh Quân - Thí sinh quay clip review ấn tượng nhất: Trần Mai Khanh - Thí sinh livestream ấn tượng nhất: Lữ Nhật Hào                                                               |                    |             |                     |

## Tóm tắt

### Bảng kết quả
| Team Call Me Duy | Team Long Chun | Team Lucie - Tuấn Dương | Team Phạm Thoại |

| Chiến thắng thử thách phụ | —   | NuChuu & Yên Đan | Kan Hy | Marko Nguyễn & Anh Quân | Yên Đan | Yên Đan | —    | —         |  |  |  |  |  |  |  |  |  |
| Yên Đan                   | AT  | AT               | AT     | THẤP                    | THẮNG   | MIỄN    | AT   | QUÁN QUÂN |  |  |  |  |  |  |  |  |  |
| Kan Hy                    | AT  | AT               | AT     | THẮNG                   | AT      | AT      | AT   | Á QUÂN    |  |  |  |  |  |  |  |  |  |
| Marko Nguyễn              | AT  | AT               | THẤP   | AT                      | THẮNG   | THẮNG   | AT   | Á QUÂN    |  |  |  |  |  |  |  |  |  |
| Ngọc Thiệp                | AT  | AT               | THẮNG  | THẤP                    | THẮNG   | MIỄN    | AT   | LOẠI      |  |  |  |  |  |  |  |  |  |
| Tiêu Thố                  | AT  | AT               | AT     | THẮNG                   | AT      | AT      | AT   | LOẠI      |  |  |  |  |  |  |  |  |  |
| Nhật Hào                  | AT  | THẮNG            | LOẠI   |                         |         |         | AT   | LOẠI      |  |  |  |  |  |  |  |  |  |
| Anh Quân                  | AT  | THẤP             | AT     | THẤP                    | THẮNG   | THẮNG   | LOẠI |           |  |  |  |  |  |  |  |  |  |
| Mai Hương                 | CỨU | AT               | THẮNG  | AT                      | THẮNG   | THẮNG   | LOẠI |           |  |  |  |  |  |  |  |  |  |
| Hoàng Long                | AT  | AT               | THẮNG  | AT                      | THẮNG   | THẮNG   | LOẠI |           |  |  |  |  |  |  |  |  |  |
| Kha Vũ                    | AT  | THẮNG            | AT     | THẮNG                   | MIỄN    | MIỄN    | LOẠI |           |  |  |  |  |  |  |  |  |  |
| Hồng Phúc                 | AT  | THẮNG            | AT     | THẮNG                   | THẤP    | THẤP    | LOẠI |           |  |  |  |  |  |  |  |  |  |
| Vũ Thu Phương             | CỨU | AT               | AT     | THẮNG                   | LOẠI    | LOẠI    |      |           |  |  |  |  |  |  |  |  |  |
| Diệu Hoàng                | AT  | THẤP             | THẮNG  | AT                      | THẮNG   | LOẠI    |      |           |  |  |  |  |  |  |  |  |  |
| Tất Vinh                  | AT  | AT               | AT     | THẮNG                   | LOẠI    | LOẠI    |      |           |  |  |  |  |  |  |  |  |  |
| Mai Khanh                 | AT  | AT               | AT     | THẮNG                   | LOẠI    | LOẠI    |      |           |  |  |  |  |  |  |  |  |  |
| Song Vy                   | AT  | AT               | THẤP   | THẮNG                   | LOẠI    | LOẠI    |      |           |  |  |  |  |  |  |  |  |  |
| Tikka Hoàng Hiền          | CỨU | THẮNG            | AT     | THẮNG                   | LOẠI    | LOẠI    |      |           |  |  |  |  |  |  |  |  |  |
| Đan Chi                   | AT  | THẮNG            | AT     | THẮNG                   | LOẠI    | LOẠI    |      |           |  |  |  |  |  |  |  |  |  |
| Dương Phúc                | AT  | AT               | AT     | LOẠI                    |         |         |      |           |  |  |  |  |  |  |  |  |  |
| Huy Hoàng                 | AT  | AT               | THẮNG  | LOẠI                    |         |         |      |           |  |  |  |  |  |  |  |  |  |
| Hoàng Phi Hùng            | AT  | AT               | LOẠI   |                         |         |         |      |           |  |  |  |  |  |  |  |  |  |
| Wanbo Vành Môi            | AT  | THẮNG            | LOẠI   |                         |         |         |      |           |  |  |  |  |  |  |  |  |  |
| NuChuu                    | AT  | LOẠI             |        |                         |         |         |      |           |  |  |  |  |  |  |  |  |  |
| Bùi Trung Nghĩa           | AT  | LOẠI             |        |                         |         |         |      |           |  |  |  |  |  |  |  |  |  |

     Thí sinh an toàn
     Thí sinh được mentor cứu
     Thí sinh là một phần của đội chiến thắng trong tập
     Thí sinh đứng trước nguy cơ bị loại
     Thí sinh bị loại
     Thí sinh được mentor chọn vào chung kết
     Thí sinh á quân
     Thí sinh quán quân The Shoppertainer
1. ↑  Trong tập 2, Call Me Duy đã quyết định lựa chọn Long Chun là đội an toàn. Call Me Duy đã đưa ra quyết định loại Bùi Trung Nghĩa, trong khi các Giám khảo thống nhất loại NuChuu.
2. ↑  Trong tập 3, Lucie - Tuấn Dương đã lựa chọn team Long Chun chỉ có 1 thí sinh vào vòng loại, trong khi team Call Me Duy và Phạm Thoại phải đề cử 2 thí sinh.
3. ↑  Trong tập 4, team Call Me Duy và team Long Chun đã chiến thắng thử thách chính. Call Me Duy quyết định đưa Ngọc Thiệp, Huy Hoàng (team Lucie - Tuấn Dương) và Dương Phúc, Anh Quân, Yên Đan (team Phạm Thoại) vào vòng loại. Long Chun đã đưa ra quyết định loại thí sinh Huy Hoàng, trong khi ban Giám khảo thống nhất loại Dương Phúc.
4. ↑  Trong tập 5, team Lucie – Tuấn Dương và Phạm Thoại có bình chọn ngang bằng nhau, nên được quyền lựa chọn cùng họp lại với nhau để đưa 3 thí sinh vào chung kết. Team Lucie – Tuấn Dương chọn thí sinh Ngọc Thiệp và Yên Đan, team Phạm Thoại chọn thí sinh Kha Vũ vào chung kết. Trong khi Giám khảo chọn Hoàng Long – Mai Hương (team Lucie – Tuấn Dương), Marko – Anh Quân (team Phạm Thoại), Kan Hy – Tiêu Thố (team Long Chun) và Hồng Phúc (team Call Me Duy) vào chung kết.
5. ↑  Trong tập 6, Nhật Hào được vào chung kết nhờ bình chọn của khán giả.